# Напаскиак (Аљаска)
Напаскиак (енгл. Napaskiak) град је у америчкој савезној држави Аљаска.

## Демографија
По попису из 2010. године број становника је 405, што је 15 (3,8%) становника више него 2000. године.
| Група                 | 2000.       | 2010.       |
| Амерички староседеоци | 380 (97,4%) | 391 (96,5%) |
| Белци                 | 6 (1,5%)    | 12 (3,0%)   |
| Афроамериканци        | 0 (0,0%)    | 0 (0,0%)    |
| Азијати               | 1 (0,3%)    | 0 (0,0%)    |
| Хиспаноамериканци     | 1 (0,3%)    | 0 (0,0%)    |
| Укупно                | 390         | 405         |